# Сакун Павло Омелянович
Павло Омелянович Сакун (14 січня 1873, м. Полтава — †?) — полковник Дієвої армії УНР.

## Життєпис
Народився на Харківщині. Станом на 1 січня 1910 р. — штабс-капітан 158-го піхотного Кутаїського полку (Бобруйськ). З 1914 р. — капітан 157-го піхотного Імеретинського полку, у складі якого брав участь у Першій світовій війні. Був нагороджений орденом Святого Георгія IV ступеня (9 червня 1915, за бій 5 листопада 1914). Останнє звання у російській армії — полковник.
У квітні 1920 р. — начальник відділу постачання штабу 6-ї Січової дивізії Армії УНР. З 1 листопада 1920 р. — командир 1-го Запасного куреня 1-ї Запасної бригади Армії УНР.
У 1921—1922 рр. жив на еміграції у Польщі. Подальша доля невідома.